# Stenometra
Stenometra is een geslacht van haarsterren uit de familie Thalassometridae.

## Soorten
- Stenometra cristata A.H. Clark, 1911
- Stenometra dentata Gislén, 1922
- Stenometra diadema (A.H. Clark, 1907)
- Stenometra quinquecostata (Carpenter, 1888)